# استوود، باکینگهام‌شر
استوود، باکینگهام‌شر (به انگلیسی: Astwood, باکینگهامshire) یک محله مدنی و روستا در بریتانیا است که در میلتون کینز واقع شده‌است. استوود ۳۶۵ نفر جمعیت دارد.